# Cavasteron margaretae
Cavasteron margaretae là một loài nhện trong họ Zodariidae.
Loài này thuộc chi Cavasteron. Cavasteron margaretae được Barbara C. Baehr & Rudy Jocqué miêu tả năm 2000.